# O Doutrinador (filme)
O Doutrinador é um filme brasileiro de ação, drama e suspense dirigido por Gustavo Bonafé, baseado na série de quadrinhos homônima criada por Luciano Cunha. A adaptação da história foi realizada pela DownTOwn FIlmes e Paris Filmes, com o roteiro assinado por Gabriel Wainer, Luciano Cunha, L. G. Bayão, Rodrigo Lages e Guilherme Siman. O longa-metragem estreou nos cinemas no dia 1 de novembro de 2018, e foi gravado juntamente com a série de televisão lançada no segundo semestre de 2019 pelo canal Space.
Kiko Pissolato protagoniza o filme interpretando o personagem-título. O longa também conta com as participações de Samuel de Assis, Tainá Medina, Nicolas Trevijano, Eduardo Moscovis, Tuca Andrada, Natália Lage, Helena Ranaldi, Eucir de Souza e Marília Gabriela.

## Enredo
Miguel (Kiko Pissolato) é um agente federal da "D.A.E." ("Divisão Armada Especial"), altamente treinado e perito em armas. Após experimentar um trauma, ele parte para uma jornada pessoal de vingança, assume a identidade de um vigilante mascarado. O "Doutrinador" resolve fazer justiça com as próprias mãos exterminando políticos e donos de empreiteiras corruptos.
Agora, seu maior objetivo é combater uma quadrilha de políticos e bandidos que tomaram a frente da política brasileira e passaram a governar o país pensando apenas em seus próprios interesses.

## Elenco
| Ator/Atriz         | Personagem                        |
| ------------------ | --------------------------------- |
| Kiko Pissolato     | Miguel Montessant / O Doutrinador |
| Tainá Medina       | Nina                              |
| Samuel de Assis    | Edu                               |
| Nicolas Trevijano  | Diogo                             |
| Eucir de Souza     | Deputado Djalma Dias              |
| Marília Gabriela   | Ministra Marta Regina             |
| Eduardo Moscovis   | Sandro Corrêa                     |
| Carlos Betão       | Antero Gomes                      |
| Eduardo Chagas     | Oliveira                          |
| Natália Lage       | Isabela Montessant                |
| Tuca Andrada       | Tenente Siqueira                  |
| Natallia Rodrigues | Penélope                          |
| Helena Ranaldi     | Julia Machado                     |
| Lucy Ramos         | Marina Sales                      |
| Helena Luz         | Alice Montessant                  |
| Craque Balde       | Tarcísio Felix                    |
| Luigi Mariano      | Motorista (versão bebê)           |

## Produção

### Precedentes
O desenhista Luciano Cunha iniciou a carreira nas HQs com 16 anos trabalhando para Ziraldo, fazendo a revista em quadrinhos Menino Maluquinho. A ideia do justiceiro surgiu em 2008, com um outro nome. O projeto ficou engavetado por cinco anos. Até que, em 2013, Cunha viajou para São Paulo, época em que começavam os Protestos pelo Brasil. Inspirado pelo momento, ele rapidamente retomou a ideia deixada de lado e reformulando-a. Lançando em Março do mesmo ano, uma página no Facebook por onde publicava os quadrinhos.
Coincidido com o momento pelo qual o país passava, a webcomic "O Doutrinador" logo se tornou um sucesso. A página alcançou mais de 150.000 Seguidores. Os quadrinhos eram protagonizados por um personagem que usava máscara de gás e capuz, que era a identidade secreta de um ex-soldado na faixa dos 60 anos altamente treinado que atuou na época da Ditadura Militar, usado num projeto chamado Brother Sam. 
O sucesso da história levou à Redbox Editora lançar comercialmente o primeiro volume  encadernado de "O Doutrinador" no mesmo ano. Em 2015, foi lançado o segundo volume, intitulado "O Doutrinador: Dark Web", com roteiro de Luciano Cunha em parceria com o músico Marcelo Yuka, ex-baterista da banda O Rappa. Essa nova história, ambientada em um futuro próximo foi publicada com 92 Páginas.

### Adaptação para o Cinema
No mesmo ano da publicação do primeiro volume, foi confirmado uma parceria com a Paris Filmes e a Downtown Filmes para fazer uma versão cinematográfica do quadrinho. Em Agosto de 2013, o primeiro teaser oficial da adaptação foi postado no Youtube. Em setembro, foi lançado o clipe da música-tema do personagem: a canção "Forra" da banda de rock carioca Possessonica. A partir daí, Cunha e Gabriel Wainer começaram a trabalhar no roteiro do filme.
A pré-produção do longa começou em meados de 2017. Em abril, a Downtown Filmes anunciou o lançamento do filme na CCXP Tour Nordeste que foi realizada em Olinda (PE). No segundo semestre deste ano, começaram a preparação do elenco, ensaios e gravações das primeiras cenas. O nome do ator que interpretaria o protagonista da história estava sendo mantido em sigilo até então. Em entrevista para o site AdoroCinema, Luciano Cunha afirmou que a história do filme segue um roteiro diferente dos quadrinhos, e que o lançamento seria em Setembro de 2018. Propositalmente no período das eleições presidenciais.

### Gravações
O Elenco do filme foi divulgado em 16 de Janeiro de 2018, quando começaram as gravações em pontos da cidade de São Paulo. Foi anunciado que o ator Kiko Pissolato viveria o justiceiro que dá nome ao longa. Além disso, também foi anunciada a gravação de uma série produzida simultaneamente, que estrearia no segundo semestre de 2019 pelo canal Space. Tendo Gustavo Bonafé na direção do filme, Japinha como produtor e Fábio Mendonça na direção da série.
Com o passar dos dias, as páginas oficiais do filme no Instagram e Facebook começaram a postar as primeiras imagens oficiais da obra. Uma das gravações realizadas em frente ao Teatro Municipal de São Paulo, reuniu mais de 200 figurantes. Em fevereiro do mesmo ano, o site AdoroCinema visitou as gravações do filme e entrevistou o diretor Gustavo Bonafé e os atores Kiko Pissolato e Tainá Medina. Na entrevista, foi revelado que o filme se passará em um lugar fictício: a cidade de "Santa Cruz"  (Notadamente, existem algumas cidades chamadas Santa Cruz). Em 19 de Fevereiro, foi revelado o primeiro teaser e a primeira imagem com Kiko Pissolato com o uniforme e a máscara de "O Justiceiro".
Segundo o jornal O Globo, o longa captou o total previsto de R$ 8 Milhões, tendo um orçamento em R$ 14 Milhões. As gravações duraram mais de 16 semanas, somando filme e série. Tendo sido gravadas mais de sete horas de cenas. Em 1º de Março, foi realizada a primeira coletiva de imprensa que contou com a presença de Luciano Cunha, Gabriel Wainer, Craque Balde, Gustavo Bonafé, Fábio Mendonça, Kiko Pissolato, e a produtora executiva Renata Rezende. As gravações foram finalizadas em 1 de abril.

### Diferenças entre HQ e Filme
Para evitar problemas no enredo da trama e processos judiciais, a equipe do filme optou por criar uma história totalmente fictícia. Com uma história diferente da vista nos quadrinhos, mas com elementos que remetam à obra anterior. Nas HQs, o Doutrinador persegue políticos reais. Já no filme, o herói caça políticos na "fictícia" Santa Cruz. Também houve mudanças no perfil do personagem. Nos quadrinhos, sua identidade não era conhecida, mas sabia-se que se tratava de um ex-soldado na faixa dos 60 anos que trabalhou durante a ditadura militar. Enquanto que no filme e na série, o Doutrinador é Miguel Montessanti, um agente federal mais jovem. E a história do personagem passa a ser mais explorada que na HQ.

### Divulgação e Mudanças na Data de Lançamento
Em 11 de Abril foi divulgado outro teaser, desta vez com cenas do filme . O primeiro trailer oficial foi lançado em 17 de Julho . o segundo foi lançado em 19 de Outubro . O filme passou por diversos adiamentos na sua data de estreia até o dia oficial. Inicialmente anunciado para 6 de Setembro, foi adiado pela primeira vez para 20 de Setembro. A justificativa inicial foi que o longa passava por ajustes técnicos em sua edição. Em setembro, o filme foi adiado mais uma vez para Outubro devido a problemas com a Ancine por conta da classificação indicativa. Em seguida, o lançamento foi adiado pela última vez ganhando sua data oficial: 1 de Novembro .
Em 26 de Outubro, foi lançado o clipe da música-tema oficial do longa. Uma regravação da música "Brasil com P" do rapper GOG, com participação de Karol Conká. O filme teve duas pré-estreias, uma em 22 de Outubro no Rio de Janeiro , e outra dias depois em São Paulo.

## Prêmios e Indicações
| Ano  | Premiação                          | Categoria                                | Resultado |
| ---- | ---------------------------------- | ---------------------------------------- | --------- |
| 2019 | Prêmio ABC                         | Melhor Direção de Arte em Longa-Metragem | Indicado  |
| 2019 | Prêmio ABC                         | Melhor Montagem em Longa-Metragem        | Indicado  |
| 2019 | Grande Prêmio do Cinema Brasileiro | Melhor Figurino                          | Indicado  |
| 2019 | Grande Prêmio do Cinema Brasileiro | Melhor Efeito Visual                     | Indicado  |
| 2019 | Grande Prêmio do Cinema Brasileiro | Melhor Som                               | Indicado  |